# 贝尔卡斯泰勒和比克
贝尔卡斯泰勒和比克（法語：Belcastel-et-Buc，法語發音：[bɛlkastɛl e byk] ⓘ）是法国奥德省的一个市镇，属于利穆区。

## 地理
贝尔卡斯泰勒和比克（43°2'15"N, 2°20'25"E）面积14.15 平方千米，位于法国奧克西塔尼大區奥德省，该省份为法国南部沿海省份，北起塔恩省，西北接上加龙省，西接阿列日省，南至东比利牛斯省，东临地中海，东北与埃罗省接壤。
与贝尔卡斯泰勒和比克接壤的市镇（或旧市镇、城区）包括：洛凯河畔科内特、米塞格尔、圣伊莱尔、圣波利卡普、维拉尔德贝勒、维勒巴济。

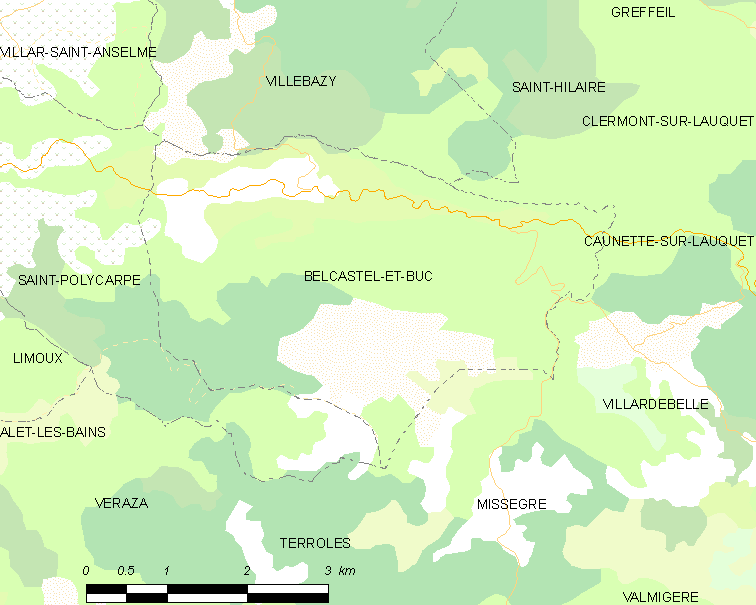
贝尔卡斯泰勒和比克的OSM定位图

贝尔卡斯泰勒和比克的时区为UTC+01:00、UTC+02:00（夏令时）。

## 行政
贝尔卡斯泰勒和比克的邮政编码为11580，INSEE市镇编码为11029。

## 政治
贝尔卡斯泰勒和比克所属的省级选区为利穆地区县。

## 人口

1962-2008年间贝尔卡斯泰勒和比克人口变化图示

贝尔卡斯泰勒和比克于2022年1月1日时的人口数量为60人。